# Harveya thonneri
Harveya thonneri är en snyltrotsväxtart som beskrevs av Wildem. och Th. Dur.. Harveya thonneri ingår i släktet Harveya och familjen snyltrotsväxter. Inga underarter finns listade i Catalogue of Life.